# Oparanthus coriaceus
Oparanthus coriaceus ist eine Pflanzenart innerhalb der Familie der Korbblütler (Asteraceae). Dieser Endemit kommt nur auf der im südlichen Pazifik gelegenen zu den Austral-Inseln gehörenden Insel Rapa Iti vor.

## Beschreibung

### Vegetative Merkmale
Oparanthus coriaceus wächst als Strauch, der Wuchshöhen von 1 bis 3 Metern und Stammdurchmesser von bis zu 2 Zentimetern erreichen kann. Die braune Borke ist glatt. Das weiche Holz ist cremefarben.
Die kreuzgegenständig an den Zweigen angeordneten Laubblätter sind in einen Blattstiel und eine Blattspreite gegliedert. Der Blattstiel ist 2 bis 4,5 Zentimeter lang. Die einfache, sehr dicke und ledrige Blattspreite ist bei einer Länge von 4,5 bis 12 Zentimetern sowie einer Breite von 3 bis 12 Zentimetern elliptisch über breit verkehrt-eiförmig bis annähernd kreisförmig. Gelegentlich können die Blattspreiten entlang des Blattmittelnerves gespalten sein. Die Spreitenbasis läuft stumpf zu, die Spreitenspitze ist spitz oder stumpf zulaufend und der stark verdickte Spreitenrand ist ganzrandig oder gelegentlich auch leicht gewellt. Von jeder Seite des Blattmittelnerves zweigen mehrere Paare an auffälligen Seitennerven ab und die auffälligen Blattadern höherer Ordnung verlaufen annähernd parallel zu den Seitennerven.

### Blütenstände und Blüten
Oparanthus coriaceus ist einhäusig getrenntgeschlechtig (monözisch). Die bekannte Blütezeit erstreckt sich fast über das gesamte Jahr. Die endständigen, erst aufrechten und später hängenden, zymösen Gesamtblütenstände bestehen aus drei, seltener auch aus einem oder zwei körbchenförmigen Teilblütenständen. Der Blütenstandsschaft ist, wenn vorhanden, bis zu 0,3 Zentimeter lang. Die Blütenkörbe weisen eine Höhe von 0,9 bis 1,5 Zentimetern und einen Durchmesser von 0,5 bis 1,2 Zentimetern auf. Im glockenförmigen Involucrum sind in einer unregelmäßig abgestuften Reihe die sechs bis acht Hüllblätter angeordnet. Die Hüllblätter sind 0,45 bis 0,8 Zentimeter lang. Die Spreublätter auf dem konvexen Körbchenboden werden 0,6 bis 0,9 Zentimeter lang.
Die funktional eingeschlechtigen Blüten sind vierzählig mit doppelter Blütenhülle. Die Blütenkörbe enthalten 6 bis 13 funktional weibliche Zungenblüten (= Strahlenblüten) in ein bis zwei abgestuften Reihen und 12 bis 16 funktional männliche Röhrenblüten (= Scheibenblüten). Die Kronblätter der Zungenblüten unterteilen sich in eine 0,37 bis 0,4 Zentimeter lange Kronröhre sowie eine etwa 0,12 Zentimeter lange Zunge, welche an ihrer Spitze tief dreilappig ist. Die Röhrenblüten haben eine 0,38 bis 0,4 Zentimeter lange Kronröhre sowie 0,2 bis 0,22 Zentimeter lange Kronlappen.

### Früchte und Samen
Die fruchtbaren Achänen, welche sich in den Zungenblüten bilden, sind bei einer Länge von 0,4 bis 0,6 Zentimetern annähernd elliptisch bis elliptisch geformt und weisen zwei Flügel auf. Die 0,01 bis 0,03 Zentimeter breiten Flügel haben einen glatten oder bewimperten Rand, reichen über die Spitze der Achänen hinaus und bilden eine 0,2 bis 0,25 Zentimeter lange Granne. Die 0,6 bis 0,7 Zentimeter langen Achänen, welche sich in den Röhrenblüten bilden, sind steril und weisen ein bis zwei 0,15 bis 0,3 Zentimeter lange Grannen auf.

## Vorkommen und Gefährdung
Der Endemit Oparanthus coriaceus kommt nur auf der zu den Austral-Inseln gehörenden Insel Rapa Iti vor. Sie wurde in der roten Liste der gefährdeten Arten der IUCN 1998 als „least concern“ bezeichnet und sollte neu bewertet werden.
Oparanthus coriaceus gedeiht in Höhenlagen von 280 bis 600 Metern. Sie wächst in feuchten Wäldern und in der dichten Vegetation in der Wolkenzone, meist an Hängen, seltener auch an Felswänden. In diesen Wäldern wachsen verschiedene Arten von Corokia, Eurya sowie Eisenhölzern (Metrosideros).

## Systematik
Die Erstbeschreibung als Chrysogonum coriaceum erfolgte 1935 durch Forest Buffen Harkness Brown in Bulletin of the Bernice P. Bishop Museum. Honolulu. Im Jahr 1937 überführte Earl Edward Sherff diese Art als Oparanthus coriaceus in Occasional Papers of Bernice Pauahi Bishop Museum of Polynesian Ethnology and Natural History in die Gattung Oparanthus. Ein weiteres Synonym für Oparanthus coriaceus (F.Br.) Sherff ist Bidens tubuaiensis Stuessy.
Oparanthus coriaceus bildet mit der auf der gleichen Insel vorkommenden Oparanthus rapensis Hybride aus.